# TED Ankara Kolejliler (volley-ball féminin)
Pour les articles homonymes, voir TED Ankara Kolejliler.
Maillots
TED Ankara Kolejliler est un club turc de volley-ball fondé en 1954 et basé à Ankara, évoluant pour la saison 2017-2018 en Türkiye 1. Ligi.

## Historique
TED Ankara Kolejliler Spor Kulübü est créée en 1954.

## Effectifs

### Saison 2012-2013
Entraîneur : Mehmet Yusuf Çavuşoğlu  Turquie